# Sherlac Point
Der Sherlac Point ist eine Landspitze am südöstlichen Ende der Rongé-Insel vor der Danco-Küste des Grahamlands im Norden der Antarktischen Halbinsel.
Teilnehmer der Belgica-Expedition (1897–1899) unter der Leitung des belgischen Polarforschers Adrien de Gerlache de Gomery kartierten sie und benannten sie als Cap Charles nach Charles François Alexandre Lemaire (1863–1925), einem belgischen Afrikaforscher und Distrikt-Kommissar in Belgisch-Kongo. Um Verwechslungen mit dem rund 100 km nordöstlich gelegenen Charles Point in der Hughes Bay zu vermeiden, entschied sich das UK Antarctic Place-Names Committee 1960 zu einer Umbenennung in Form eines Anagramms des Namens Charles.